# یوریتسا یرکوویچ
یوریتسا یرکوویچ (کرواتی: Jurica "Jure" Jerković؛ زادهٔ ۲۵ فوریهٔ ۱۹۵۰ - درگذشته ۳ ژوئن ۲۰۱۹) یک بازیکن فوتبال اهل کرواسی بود.
از باشگاه‌هایی که در آن بازی کرده‌است می‌توان به زوریخ و هایدوک اسپلیت اشاره کرد.
وی همچنین در تیم ملی فوتبال یوگسلاوی بازی کرده‌است.